# Tel Qasile
Tel Qasile of Tell Qasile is een archeologische plaats in Israël, gelegen aan de monding van de rivier de Jarkon, iets ten noorden van het huidige Tel Aviv. De tell is vooral van belang voor de archeologische gegevens die deze biedt met betrekking tot de cultuur van de Filistijnen, die er gedurende 180 jaar (van ca. 1150-980 v.Chr.) een havenstad hadden, die op het hoogtepunt van haar bloei een oppervlakte had van 1,6 hectare. Het is niet bekend hoe de plaats in de oudheid genoemd werd. Tegenwoordig maken de opgravingen bij Tel Qasile deel uit van het Eretz Israel Museum.

## Opgravingen
De tell is ontdekt door de vondst van twee potscherven met Hebreeuwse inscripties in 1940. De vondst vormde de aanleiding voor opgravingen onder leiding van Benjamin Mazar (1949-1951, 1956). Dit was de eerste opgraving die plaatsvond in de in 1948 opgerichte staat Israël. Gedurende 1971-1974 en 1982-1992 vonden er opnieuw opgravingen plaats, nu onder leiding van Amihai Mazar (de neef van Benjamin Mazar).
Zo'n 500 meter ten westen van Tell Qasile zijn vanaf 1997 enkele malen kleinschalige opgravingen verricht, voorafgaand aan bouwwerkzaamheden.

## Vroege bewoning
De tell zelf werd pas voor het eerst bebouwd rond 1150, door de Filistijnen, maar uit de opgravingen iets ten westen van de tell blijkt dat hier reeds vanaf de Midden Bronstijd II (ca. 17e eeuw v.Chr.) sprake is van bewoning. Uit deze periode zijn enkele grafheuvels aangetroffen.

## Filistijns Tel Qasile
Aan het begin van de 12e eeuw v.Chr. vestigden de Filistijnen zich in de kuststrook in het zuidwesten van Kanaän. Enige tijd later, rond 1150 v.Chr., bouwden zij op Tel Qasile een Filistijnse stad, vermoedelijk vanwege de gunstige ligging aan de monding van de Jarkon, beschut voor de golven van de ongeveer anderhalve km verderop gelegen Middellandse Zee. De bouw van de stad getuigt van de uitbreiding van het Filistijnse leefgebied halverwege de twaalfde eeuw. De stad heeft nooit deel uitgemaakt van de Filistijnse pentapolis, maar viel vermoedelijk onder het bestuur van Ashdod. De stad was omgeven door een stenen stadsmuur.
Aan de Jarkon bouwden de Filistijnen een haven, geschikt voor handelsschepen. De archeologische vondsten uit deze periode zijn overwegend Filistijns en de architectuur van de stad verraadt een Filistijnse stadsplanning. Evenals andere Filistijnse steden, was Tel Qasile verdeeld in verschillende wijken, waarbij woonwijken, industrie en publieke gebouwen in afzonderlijke stadsdelen lagen. In Tel Qasile is echter niet alleen typisch Filistijns aardewerk, maar tevens typisch Kanaänitisch aardewerk aangetroffen, waaruit men wel opmaakt dat de bevolking van de stad deels bestond uit autochtone Kanaänitische bewoners, die gedomineerd werden door een Filistijnse elite.
De economie van de stad werd vooral gedragen door de handel, vooral met Fenicië, Cyprus en Egypte. Daarnaast werd er landbouw bedreven. Archeologen onderscheiden in de Filistijnse stad drie bewoningslagen, respectievelijk aangeduid als stratum XII, XI en X.
Tel Qasile is rond 980 v.Chr. door brand verwoest, ongeveer rond dezelfde tijd als de verwoesting van Ekron. De verwoesting wordt meestal toegeschreven aan de Israëlische koning David.

### Filistijnse woonwijk

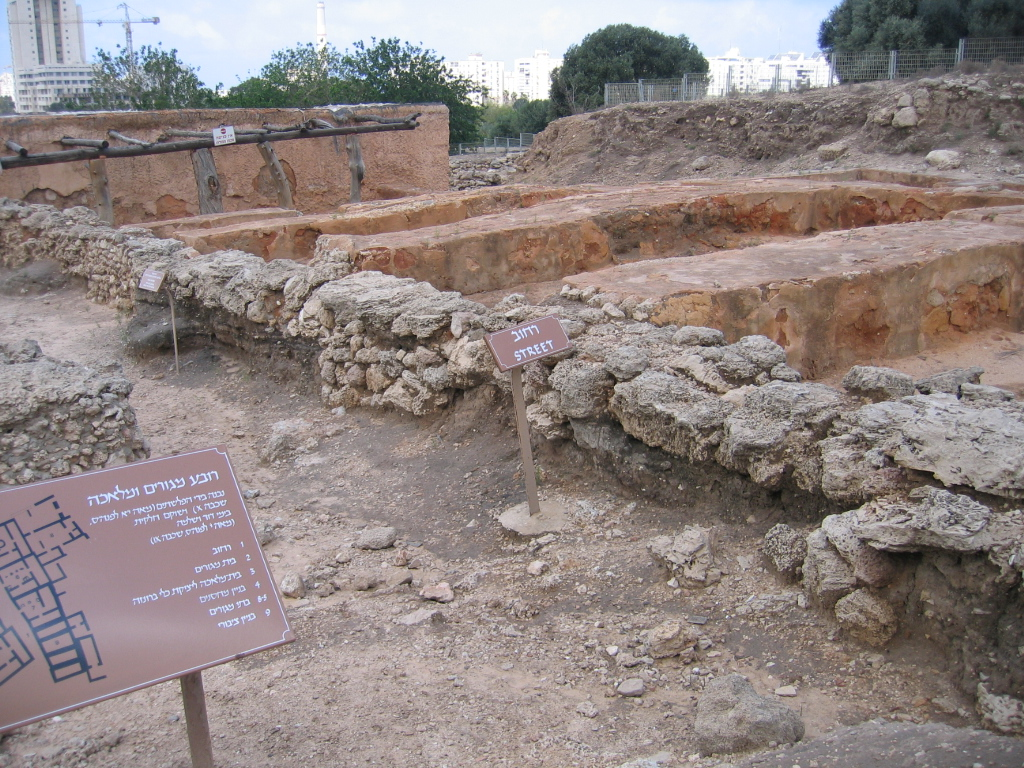
Straat uit de woonwijk van Filistijns Tel Qasile

Op het zuidelijk deel van de tell is een deel van Filistijnse woonwijk opgegraven. Bij de bouw van de stad, halverwege de twaalfde eeuw, werd de wijk dun bebouwd. De lemen huizen stonden zonder fundering op de zandstenen ondergrond. Uit de dikte van de aslaag bij de vuurplaatsen in de huizen blijkt dat deze situatie vrij lang zo is gebleven.
In iets later tijd (stratum XI) werden er huizen bij gebouwd, nog steeds van leem, maar nu voorzien van een stenen fundering. In de loop van de elfde eeuw (stratum X) was de uitbreiding van de woonwijk voltooid. De wijk bestond nu uit lange, rechte straten, met regelmatige huizenblokken aan beide zijden. De wijk was in deze periode dichtbevolkt. De rijkdom aan archeologische vondsten die in de huizen is aangetroffen, illustreert de welvaart van de stad in deze periode.
De huizen uit de elfde eeuw zijn niet alleen op regelmatige wijze in de stadsplanning aangelegd, maar verschillende huizen vertonen ook een identieke bouwstijl en indeling. Deze huizen waren in het vierkant gebouwd, met een oppervlakte van ca. 90 m² en waren ingedeeld in vier ruimten (typisch voor de vierkamerhuizen van deze periode).

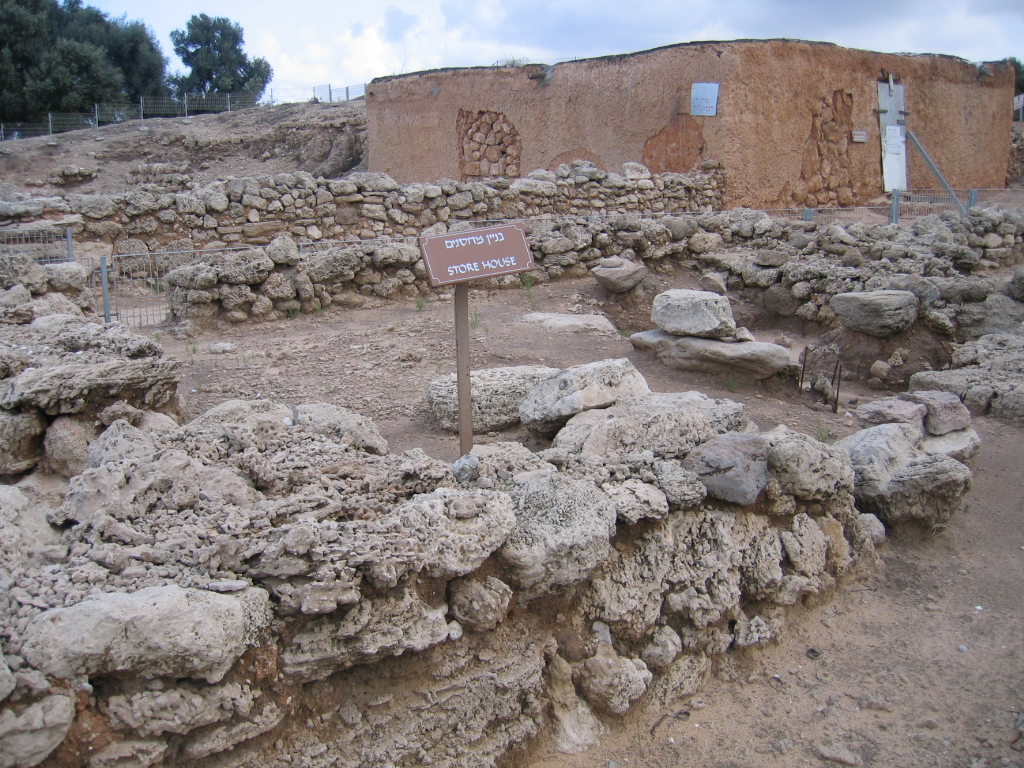
Opslagplaats voor voorraden in de woonwijk van Tel Qasile (11e eeuw).

In de woonwijk is verder nog een opslagplaats voor voorraden opgegraven uit de 11e eeuw. Deze bestond uit een rechthoekige ruimte met twee rijen pilaren en is daarmee een van de oudste voorbeelden van dit type voorraadplaatsen.

### Filistijnse tempels
In het stadsdeel van Tel Qasile dat als tempelgebied is ingericht, zijn drie opeenvolgende Filistijnse tempels aangetroffen (corresponderend met de drie bewoningslagen van Tel Qasile). De tempels en de daar gevonden cultusobjecten zijn van groot belang voor het onderzoek naar de Filistijnse godsdienst. Evenals de tempel in Ekron in deze periode, vertonen de tempels van Tel Qasile grote overeenkomsten met tempels op Cyprus en zuidelijk Griekenland uit de periode van de Myceense beschaving. Een deel van de gevonden cultusobjecten vertoont echter overeenkomsten met Kanaänitische cultusobjecten.

#### Stratum XII
De oudste tempel (stratum XII, gebouwd ca. 1150) bestond uit een bijna vierkante ruimte (6,6 x 6,4 m), met een verhoogde plaats bij de ingang. Aan de oostzijde van de tempel lag een grote open ruimte, waar de cultushandelingen werden verricht.
In de buurt van de tempel lag in deze periode een openbaar gebouw, vermoedelijk een bestuursgebouw, met een centrale hal die aan weerszijden van zitbanken was voorzien. De haard in het midden van de hal is vreemd aan de Kanaänitische cultuur en vertoont overeenkomsten met de bouwstijl van Cyprus en Zuid-Griekenland, waar volgens veel archeologen de herkomst van de Filistijnen ligt.

#### Stratum XI
In iets later tijd (stratum XI) werd de eerste tempel vervangen door een tweede, iets grotere tempel (ca. 8,5 x 7,7 m) met muren van een meter dik. Langs de binnenmuren van de tempel waren zitbanken geplaatst. In een aparte ruimte in de tempel werden votiefoffers bewaard. De tempel was niet zuiver rechthoekig gebouwd, maar met een lichte kromming. Dat maakt de bouwstijl van de tempel nauw verwant aan die van Philakopi op het Griekse eiland Melos (Milos).
Ten westen van deze nieuwe tempel werd nog een tweede tempel gebouwd van kleinere omvang (5,6 x 3,4 m). Ook bleef het openbaar gebouw uit de periode van stratum XII in gebruik.
Ook in deze periode lag naast de tempel een grote open plaats. Hier is ook een ruimte gevonden waar niet meer gebruikte Filistijnse cultusobjecten werden begraven.

#### Stratum X

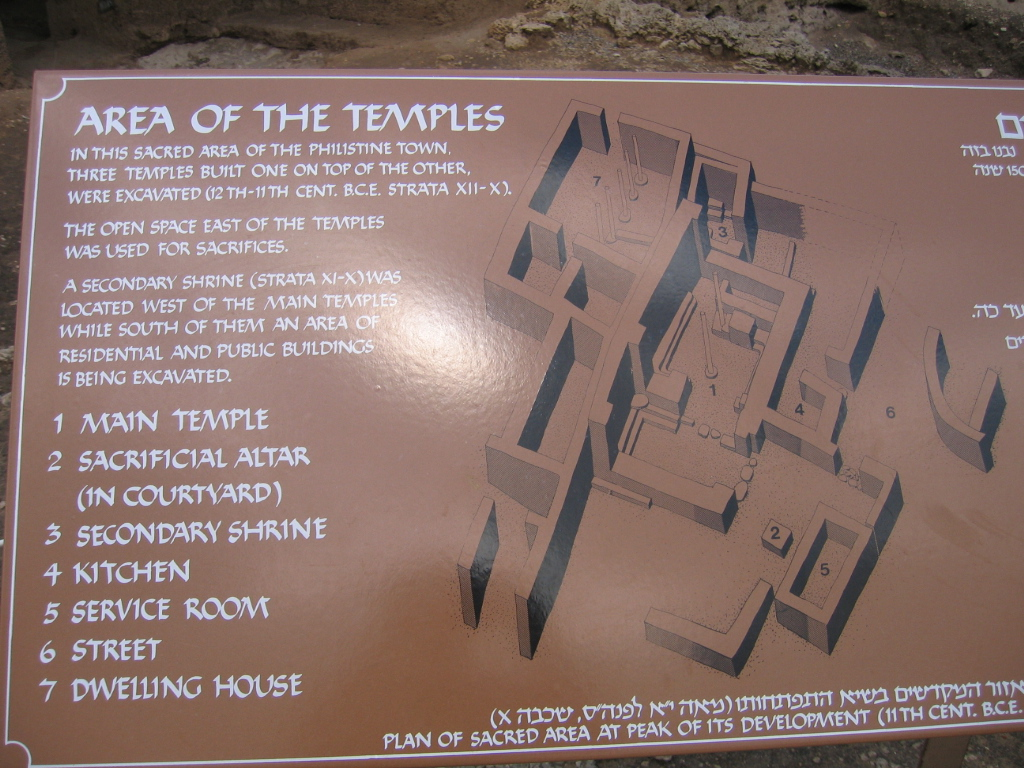
Tempelgebied van Tel Qasile (11e eeuw)

In de elfde eeuw (stratum X) werd het tempelcomplex opnieuw uitgebreid. Een nieuwere, grotere tempel werd gebouwd (14,5 x 8 m), die de eerdere tempel omsloot. In de centrale hal van de tempel stonden twee cederhouten pilaren, die de dakconstructie droegen. Opnieuw werden de binnenmuren van de tempel voorzien van zitbanken. Een 90 cm hoog podium werd in de tempel geplaatst, met trappen aan weerszijden. De open plaats naast de tempel werd omgeven door een stenen muur. Ook werd opnieuw een ruimte aangebracht voor votiefoffers.
Het tempelcomplex werd verder voorzien van een keuken, die iets verderop lag, en van een woonhuis, vermoedelijk bedoeld voor priesters.
Ook uit deze periode zijn veel cultusobjecten aangetroffen, onder meer een plaquette met daarop twee godinnen, beeldjes van godinnen en een leeuwvormige beker. De tempel en de cultusobjecten uit deze periode vertonen steeds meer Kanaänitische invloeden.
Verder zijn enkele ijzeren voorwerpen gevonden, waaronder een ijzeren mes. Deze voorwerpen zijn vreemd zijn aan de Kanaänitische cultuur en vertonen opnieuw overeenkomsten met vondsten op Cyprus en in zuidelijk Griekenland.

## Israëlisch Tel Qasile
Korte tijd na de verwoesting van het Filistijnse Tel Qasile (ca. 980 v.Chr.) herbouwden Israëlieten een deel van de stad en namen de haven in gebruik. Uit deze tijd is een openbaar gebouw teruggevonden, vermoedelijk een regionaal regeringscentrum. Aan het einde van de 10e eeuw is de stad echter opnieuw verwoest, vermoedelijk tijdens de veldtocht van farao Sjosjenq I (924 v.Chr.).
Pas 300 jaar later, aan het einde van de 7e eeuw, is er weer opnieuw een nederzetting op de tell gesticht, mogelijk door Judeeërs tijdens de regering van koning Josia. De twee in 1940 gevonden potscherven met inscripties stammen uit deze periode en suggereren dat Tel Qasile in deze tijd een regionaal bestuurscentrum was.

## Bewoning in later tijd
In later tijd is er sprake van bewoning vanaf de Perzische periode tot aan de tijd van de kruistochten.
Uit de Perzische periode zijn resten van een groot gebouw aangetroffen, dat mogelijk dienstdeed als regeringsgebouw. Voor de watervoorziening van de stad werd in deze tijd een bron uitgehakt in de rotsbodem. Uit Griekenland geïmporteerd aardewerk uit deze periode geeft aan dat er opnieuw internationale handel plaatsvond.
Tijdens de Hellenistische en Romeinse periode lag er op de tell een kleine nederzetting, mogelijk voorzien van een markt. In de Byzantijnse periode is deze verrijkt met een badhuis en een synagoge, voorzien van een Samaritaanse inscriptie, wat suggereert dat Samaritanen in deze periode de stad bewoonden. De plaats van deze gebouwen suggereert dat de tell in die tijd aan de rand van een iets grotere plaats lag.
In de vroeg-islamitische periode lag bij de tell een karavanserai. In de latere Middeleeuwen stond op de top van de tell een gebouw dat vermoedelijk is gebouwd door kruisvaarders.
De tell zelf is na de tijd van de Kruistochten niet meer bewoond geweest, maar zo'n 500 meter ten westen van de tell zijn resten van bewoning tot in de Ottomaanse tijd gevonden.